# Ruth Baumann-Bantel

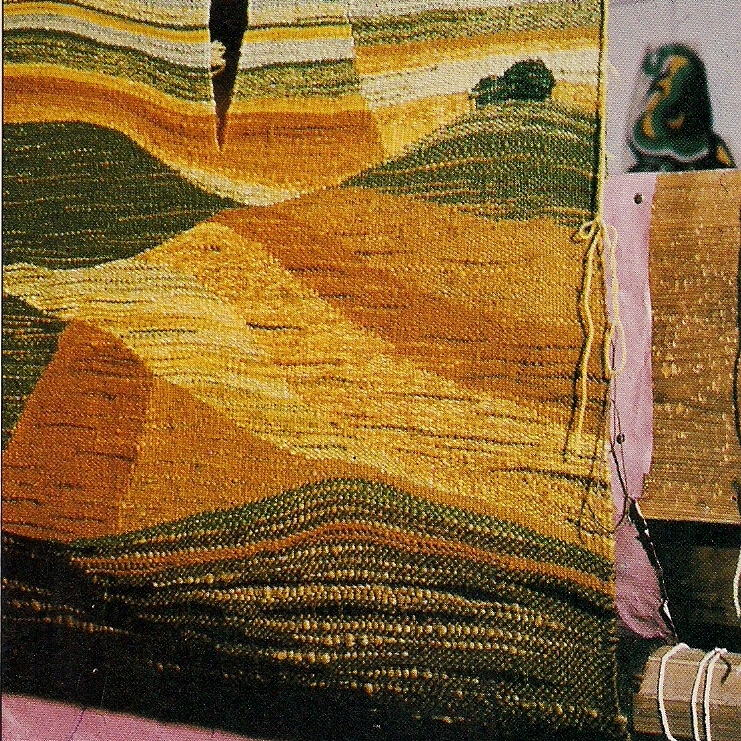
Ruth Baumann-Bantel, Ausschnitt Gobelin am Hochwebstuhl „Gespaltene Landschaft“, Wolle, 1980, 121 × 135 cm

Ruth Baumann-Bantel (* 13. Mai 1925 in Giengen; † 17. Dezember 1994 in Heilbronn) war eine deutsche Textilkünstlerin und Malerin.

## Leben
Nach der Oberschule erlernte Ruth Baumann-Bantel den Beruf der Musterzeichnerin in der Spielwarenfabrik Margarete Steiff GmbH in Giengen. Von 1947 bis 1949 folgte ein Studium der Malerei an der  Staatlichen Akademie der Bildenden Künste Stuttgart bei Erich Fuchs (1916–1990) und Webereientwurf bei Fritz Landwehr. Ruth Baumann-Bantel war mit Werner Baumann (1925–2009) verheiratet.

## Werk
Ihre fast ausschließlich am Hochwebstuhl entstandenen textilen Arbeiten umfassen vor allem Wandteppiche (Gobelin) für öffentliche und private Gebäude und Paramente für Kanzel und Altar sowie Aquarelle. Von der Malerei kommend versucht Ruth Baumann-Bantel in ihren oft raumhohen Bildteppichen landschaftliche Motive in webgerechte Strukturen umzusetzen und die haptischen Reize des Materials Wolle, grob/fein, in den Bildaufbau mit einzubeziehen. Dabei suggeriert sie mit bildnerischen Mitteln wie der Zentralperspektive beispielsweise die Weite einer Ebene oder die Stufung von Bergen und scheut sich nicht ein  Repoussoir als raumschaffendes Element zu verwenden. Die warmen, oft leuchtenden Farbtöne spielen bei der künstlerischen Realisation eine wesentliche Rolle. Die Tapisserien der letzten Schaffensjahre werden durch geometrisch-konstruktive Formen wie Quadrat und Rechteck, Waagrechte und Diagonale bestimmt.

## Arbeiten (Auswahl)
- 1967 Paramente Ev. Wartbergkirche Heilbronn
- 1975 Gobelin, Bürgerhaus Heilbronn-Böckingen
- 1976 Parament Ev. Stadtkirche Giengen/Brenz
- 1978 Gobelin „Lebensbaum mit Landschaft“, Trauzimmer Rathaus Offenau
- 1980 Paramente und Gobelin Ev. Pauluskirche Bietigheim-Buch
- 1971–83 Paramente Ev. Martinskirche Frauenzimmern
- 1986 Gobelin, Feierhalle Waldfriedhof Stuttgart
- 1997 Gobelin „Landschaftstriptychon“, Konferenzraum Klinikum Gesundbrunnen Heilbronn
- 1987 Applikation für Bühnenvorhang, Festhalle Harmonie

## Ausstellungen (Auswahl)

### Einzelausstellungen
- 1960 Café Frank, Crailsheim (mit Werner Baumann)
- 1962 Künstlergilde Ulm (mit Werner Baumann)
- 1971 Stadtbücherei Heilbronn (mit Werner Baumann)
- 1973 Ev. Tagungsstätte Löwenstein-Altenhau (mit Werner Baumann)
- 1983 Werkgalerie Hochwart auf Insel Reichenau
- 1989 Rathaus Niedernhall (mit Werner Baumann)
- 1990 Kapelle auf dem Gottesacker (mit Werner Baumann)
- 1995 Stadttheater Heilbronn
- 2007 Künstlerbund Heilbronn

### Ausstellungsbeteiligungen
- 1977 Werkgalerie Hochwart auf Insel Reichenau
- 1979–91 Werkschauen des Landesgewerbeamts Baden-Württemberg, Stuttgart
- 1980–86 Ausstellungen Kunsthandwerk Baden-Württemberg (Heidelberg, Stuttgart, Baden-Baden)
- 1986 „Kunst-Handwerk“, Kunstverein Heilbronn
- Jahresausstellungen des Künstlerbundes Heilbronn und Hohenloher Kunstvereins